# Club Voleibol Alicante 2000
El Club Voleibol Alicante 2000 es un club deportivo de la ciudad española de Alicante. Fundado en 1990 como Agrupación Deportiva A.P.A. Josefinas, cambió a la denominación actual en 1999. El equipo senior de voleibol femenino compite bajo el patrocinio de Promociones Percán.
En sus inicios acoge alumnos del colegio Jesús María (Asís) y del propio colegio Josefinas (Sagrada Familia). Aunque en la primera temporada en competición oficial, 1991-1992, consigue el ascenso a categoría nacional, en un par de años se ve obligado a renunciar por la dificultad económica que representan los desplazamientos. Vuelve definitivamente a Primera División Nacional tras la formación del C.V. Alicante 2000 en la temporada 2000-2001, y en la 2003-2004 asciende a categoría FEV. En la temporada 2006-2007 el equipo compite en la Superliga Femenina de voleibol, por traspaso de los derechos del Adecor de Córdoba, pero desciende nuevamente al quedar undécimo clasificado en la competición regular y caer derrotado en la Fase de Promoción frente al Voleibol Vargas Atalia PSG.